# Newberry (South Carolina)
Newberry ist eine Stadt (city) im US-Bundesstaat South Carolina. Sie ist der Verwaltungssitz (County Seat) des Newberry County. Das U.S. Census Bureau hat bei der Volkszählung 2020 eine Einwohnerzahl von 10.691 ermittelt.

## Geschichte
Europäische Siedler (hauptsächlich Deutsche, Schotten, Iren und Engländer) kamen in den 1750er Jahren in großer Zahl an. Newberry County wurde 1785 aus dem Ninety-Six District gebildet. Die Gemeinde wurde nach Captain John Newberry, einem Offizier des Unabhängigkeitskrieges, benannt. Aufgrund ihrer zentralen Lage wurde die Stadt Newberry 1789 zum County Seat für das Newberry County gewählt, das Teil eines ausgedehnten Gebiets mit Baumwollplantagen war. Die Politik im County und in der Stadt wurde von den Pflanzern dominiert. Mit der Ankunft der Eisenbahn im Jahr 1851 wurde Newberry zu einem blühenden Handelszentrum. Dies blieb bis in die 1860er Jahre der Fall.
Während des amerikanischen Bürgerkriegs wurde das Newberry College als Krankenhaus für die Truppen der Konföderierten und später der Union genutzt. Das historische Newberry Court House wurde von William Tecumseh Shermans Truppen nicht niedergebrannt, als er durch den Süden fegte.
Newberry wurde 1976 von einer Town zu einer City erhoben.

## Demografie
Nach einer Schätzung von 2019 leben in Newberry 10.199 Menschen. Die Bevölkerung teilte sich im selben Jahr auf in 35,9 % Weiße, 59,4 % Afroamerikaner, 0,3 % amerikanische Ureinwohner, 0,3 % Asiaten und 2,4 % mit zwei oder mehr Ethnizitäten. Hispanics oder Latinos aller Ethnien machten 2,1 % der Bevölkerung aus. Das mittlere Haushaltseinkommen lag bei 31.831 US-Dollar und die Armutsquote bei 25,5 %.

## Bildung
Es ist die Heimat des Newberry College, einer privaten Hochschule, die der Evangelisch-Lutherischen Kirche in Amerika angeschlossen ist.